# Théodore Olislagers de Sipernau

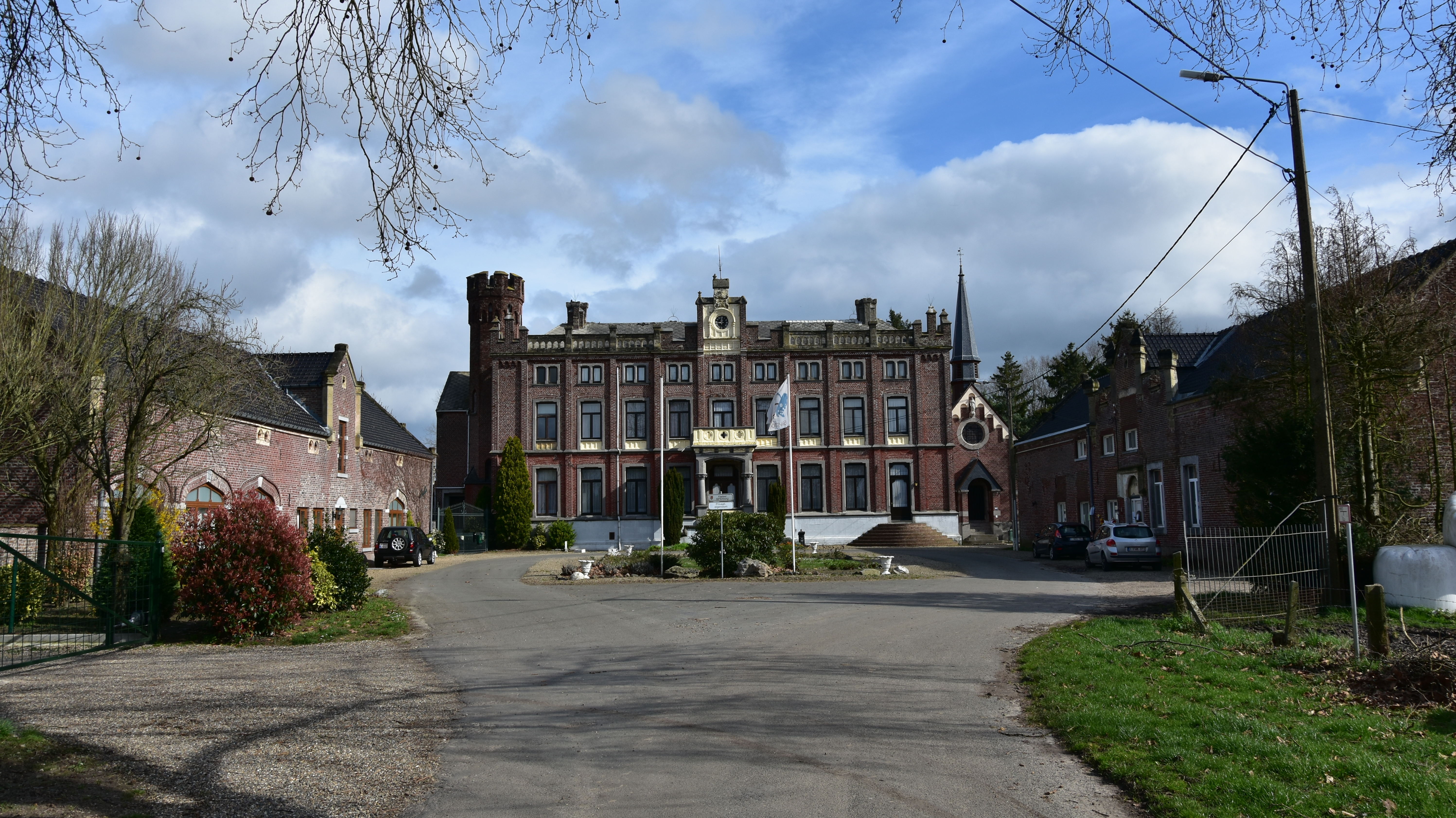
Kasteel Sipernau

Théodore Hyacinthe Hubert Olislagers de Sipernau (Maastricht, 16 augustus 1787 - Doornik, 3 september 1861) was lid van het Belgisch Nationaal Congres en het Belgisch parlement.

## Levensloop
Olislagers was de zoon van Jean-Léonard Olislagers dit de Meersenhoven en Isabelle de Bors. Jean-Léonard was bestendig afgevaardigde in Noord-Brabant en werd in 1816 in de adelstand erkend en opgenomen in de ridderschap van Limburg. De erkenning gebeurde op 16 februari maar werd al op 16 maart 1816 geannuleerd.
Ondanks zijn lange naam bleef Théodore Olislagers de Sipernau dus tot de burgerij behoren. In oktober 1830 werd hij tot lid van het Nationaal Congres verkozen voor het arrondissement Roermond. Hij droeg slechts een paar keer kort bij tijdens de debatten. Hij stemde voor de onafhankelijkheidsverklaring en voor de eeuwigdurende uitsluiting van de Nassaus. Als kandidaat-koning gaf hij de voorkeur aan de hertog van Leuchtenberg en vervolgens stemde hij voor de regent Surlet de Chokier. Hij stemde voor Leopold van Saksen Coburg en aanvaardde het Verdrag der XVIII artikelen. Vooral dit laatste evenals de stem tegen de Nassaus is verwonderlijk voor een afgevaardigde van het arrondissement Roermond.
Olislager zetelde ook nog in het Belgisch parlement als volksvertegenwoordiger van 1831 tot 1835. Hij bewoonde een tijdlang kasteel Sipernau. Hij liet het vergroten met een toren en een verdieping.
In 1843 werd hij in de Belgische adel opgenomen. Hij bleef vrijgezel en was de laatste van zijn naam.